# Роберт I фон Марк
Роберт I фон Марк (на немски: Robert I von der Marck; на френски: Robert I de La Marck; † 1489 при Йвоа, или февруари 1487) от рода на Ламарките от Аремберг е от 1483 до 1489 г. губернатор на херцогство Буйон и господар на Седан.
Той е син на Йохан II фон Марк-Аренберг, господар на Седан, Аренберг († 1470) и съпругата му Анна фон Вирнебург († 1480), дъщеря на граф Рупрехт IV фон Вирнебург, губернатор на Люксембург († 1433) и втората му съпруга Агнес фон Золмс († 1415/1420).
Брат е на Еберхард III фон Марк-Аренберг († 1496), граф на Аремберг, бургграф на Брюксел, губернатор на Люксембург, Вилхелм I, господар на Лумен († 18 юни 1485, екзекутиран), управител на Лиеж, Йохан († 1480), каноник в Маастрихт, Адолф († 1485), Лудвиг († сл. 1460), и на Аполония († 1540), омъжена I. на 19 януари 1472 г. за господар Дитрих ван Палант († януари 1481), II. ок. 1485 за Еркингер II фон Зайнсхайм, господар на Шварценберг († 1518).
Роберт I фон Марк служи във вренската войка и е убит 1489 г. при обсадата на Йвоа (днес Каринян) и е погребан в манастирската църква на Музон.

## Фамилия
Роберт I фон Марк се жени на 15 юни 1446 г. за Жана де Марлей († сл. февруари 1491), дъщеря насленичка на Коларт де Марлей, господар на Золки († сл. 1449) и Одета (Ида) ду Шастелет. Те имат децата: Между тях: 
- Роберт II († ноември 1536), госоподар на Седан, женен 1491 г. за Катерина де Крой († декември 1544)
- Николас фон Марк († сл. 1492)
- Ерард (* 31 май 1472; † 16 февруари 1538), кардинал, епископ на Лиеж (1505 – 1538), Шартър (1507 – 1525), архиепископ на Валенция (1520 – 1538)
- Клод фон Марк, омъжена за Луи де Ленонкурт викомте де Мо
- Бонна фон Марк († 18 ноември 1501), омъжена пр. 16 август 1475 г. за Пиер Бодош-Мулен († 11 юли 1505)
- Адолф де Ла Марк